# Judith Gautier
Judith Gautier (Parigi, 25 agosto 1845 – Dinard, 26 dicembre 1917) è stata una scrittrice francese.
Figlia d'arte frequentò fin da piccola i più grandi artisti di Francia e si appassionò alle civiltà asiatiche fin da piccola, iniziando a studiare il mandarino grazie a un rifugiato politico cinese, Ding Dunling (o Tin Tun Ling), che il padre accolse in casa nel 1861. Donna di grande cultura, sia letteraria che musicale, pubblicò numerose opere sia letterarie che teatrali. Il 16 luglio 1910 divenne la prima donna a essere nominata membro della Académie Goncourt, si dovette attendere altri 35 anni prima che una seconda donna, Colette, sedesse nei banchi dell'accademia.

## Biografia
Louise Charlotte Ernestine Gautier, poi detta Judith, fu la figlia dello scrittore Théophile Gautier e di Ernesta Grisi, sorella della nota ballerina Carlotta Grisi. Dopo gli anni dell'infanzia passati nel collegio Notre-Dame-de-la-Miséricorde, visse in famiglia, presso la quale poté conoscere diversi letterati, come i fratelli Goncourt, Théodore de Banville, Flaubert, Houssaye, Baudelaire.
Il cinese Ding Dunling, un rifugiato politico, le insegnò la lingua e la letteratura cinese e Judith pubblicò nel 1867 Le Livre de Jade, una raccolta di antiche poesie cinesi da lei tradotte con l'assistenza del suo insegnante. Il fascino esercitato dalla sua bellezza e dalla sua personalità attirarono numerosi ammiratori e tra i tanti Judith scelse il poeta Catulle Mendès, fino al matrimonio celebrato nel 1866, ma avversato dal padre, che giudicava Mendès un pessimo soggetto.
Nel 1869 Judith pubblicò il suo primo romanzo, Le Dragon impérial, e con Catulle e Villiers de l'Isle-Adam fece visita a Richard Wagner nella sua residenza sul lago di Lucerna. Seguirono i romanzi L'Usurpateur, del 1875, premiato dall'Académie française e ripubblicato nel 1887 col titolo La Sœur du soleil, e Lucienne, del 1877. Intanto naufragava il matrimonio con Catulle Mendés, che da anni aveva un'amante nella musicista Augusta Holmès con la quale aveva già avuto dei figli.
Judith Gautier si separò nel 1878 e in mancanza di una legge, dovette attendere il dicembre del 1896 per ottenere il divorzio. Si stabilì in una appartamento al n. 31 di rue Washington, nell'VIII arrondissement di Parigi, arredato all'orientale, dove riceveva gli ospiti ogni domenica, mentre nella sua villa in Bretagna, a Dinard, studiava l'occultismo e le leggende celtiche. In questa villa ospitò l'amico Pierre Louÿs che vi scrisse l'Aphrodite. Non si risposò più ma ebbe relazioni con Victor Hugo, con Jean Lorrain e forse con Wagner, mentre il suo stabile compagno fu il musicista Louis Benedictus.
Continuò a pubblicare racconti e romanzi, tra i quali La conquête du Paradis, Le Roman d'un éléphant blanc, Iskender e, per ultimo, nel 1912, Le roman d'un grand chanteur, che è la biografia del cugino Mario de Candia. Tradusse dal giapponese Les Poèmes de la libellule, scrisse drammi teatrali e, dal 1904, tre volumi di ricordi, Le Collier des jours, Le Second rang du collier e Le Troisième rang du collier. Nel 1904 fece parte della giuria del Prix Femina e nel 1910 fu eletta all'Académie Goncourt.

## Opere
- Le Livre de Jade, traduzione di poesie cinesi, 1867
- Le Dragon impérial, romanzo, 1869
- L'Usurpateur, romanzo, 1875
- Lucienne, romanzo, 1877
- Les Cruautés de l'amour, racconti, 1879
- Les Peuples étranges, articoli, 1879
- Le Ramier blanc, dramma, 1890
- Isoline, racconto, 1882
- Isoline et La fleur-serpent, et autres nouvelles, 1882
- Richard Wagner et son œuvre poétique depuis "Rienzi" jusqu'à "Parsifal", saggio, 1882
- La Femme de Putiphar, romanzo, 1885
- Iseult, racconto, 1885
- Poèmes de la libellule, traduzione di poesie giapponesi, 1885
- La Marchande de sourires, dramma, 1888
- Fleurs d'Orient, racconti, 1893
- Le Vieux de la montagne, romanzo, 1893
- La Barynia, dramma, 1894
- Iskender, romanzo, 1886
- Les noces de Fingal, poemetto, 1888
- Le roman d'un éléphant blanc, 1893
- La Camargo, dramma, 1893
- La sonate au clair de lune, dramma, 1894
- Khou-en-atonou, racconti, 1898
- Une fausse conversion, dramma, 1899
- Les Princesses d'amour, romanzo, 1900
- Le Collier des jours, memorie, 1904
- Princesses d'amour, dramma, 1908
- Le Second Rang d collier, memorie, 1909
- Le Troisième Rang du collier, memorie, 1909
- Tristiane, dramma, 1910
- Embûche fleurie, dramma, 1911
- Poésies, 1911
- Le roman d'un grand chanteur, romanzo, 1912
- La vierge de prompt-secours, dramma, 1912
- Les parfums de la pagode, racconti postumi, 1919
- Auprès de Richard Wagner, souvenirs (1861-1882), postumi, 1943

### Traduzioni italiane
- Luciana, Milano, Tipografia Verri, 1887
- La navalestra del fiume Azzurro, Napoli, Pierro, 1892
- Tokio, Milano, Sonzogno, 1901
- Andrea Ivanovic, Milano, Sonzogno, 1931